# Blockbusting
El proceso de blockbusting fue una práctica empleada por empresas inmobiliarias y promotores en los Estados Unidos con el fin de fomentar la venta de propiedades en manos de blancos, bajo la impresión que minorías, concretamente negros, estaban invadiendo sus barrios, que antes estaban totalmente segregados.